# Mobbet (dokumentarfilm)
|  | Denne artikel er oprettet af botten Steenthbot ud fra en ekstern database. Den kan derfor have sproglige fejl eller mangler. Denne skabelon kan fjernes efter kontrol af indholdet. |

Mobbet er en dansk dokumentarfilm fra 2014 instrueret af Dorthe Thirstrup og Kristian Almblad.

## Handling
Allerede inden de er kommet i skole, tænker de kun på at komme væk igen. Inden klokken ringer ud til frikvarter, planlægger de flugtruter. Og når de andre spiller fodbold, gemmer de sig på toilettet.
Tusindvis af børn føler sig mobbede og sat uden for fællesskabet. I denne film får de stille børn endelig en stemme, der kan fortælle om deres ensomhed, sårbarhed og manglende lyst til at leve. Og samtidig spørger vi om, hvor det er man finder styrken til at komme videre, når man - og selvværdet - er pillet helt fra hinanden.